# Zuffardia
Zuffardia is een geslacht van uitgestorven zee-egels uit de familie Faujasiidae. Vertegenwoordigers van dit geslacht zijn slechts als fossiel bekend.

## Soorten
- Zuffardia cerullii Checchia-Rispoli, 1933 †